# Young Corbett III
Raffaele Giordano, bolj znan pod psevdonimom Young Corbett III, ameriški boksar po italijanskem izvoru, * 27. maj 1905, Rionero in Vulture, † 15. julij 1993, Auberry
Bil je svetovni prvak leta 1933 v velterski in leta 1938 v srednji kategoriji, uvrščamo med največje boksarje vseh časov.

## Življenje
Rodil se je v Italiji, v kraju Rionero in Vulture, očetu Vitu Giordanoju in materi Gelsomini Capobianco, z družino je emigriral v ZDA, ko je bil še zelo majhen. Najprej so se naselili v Pittsburghu, kasneje v kraju Fresno, v Kaliforniji, in sicer leta 1909. Najprej je prodajal časopise, v svojem prostem času pa se je ukvarjal z boksom. Med prijatelji je bil znan kot "Ralph Giordano", nato pa je svoj psevdonim zamenjal v "Young Corbett III".
Boksati je začel pri 14 letih in je srečal veliko prvakov svojega časa. Najprej je nastopil 28. septembra 1919, ko je zmagal proti Paulu "Young McGovern" Vautierju. Štirikrat se je bojeval z Youngom Jackom Johnsonom, trikrat je zmagal, enkrat se je šlo neodločeno. Premagal je tudi druge boksarje, kot Jacka Zivica, Sammyja Bakerja ter Ceferina Garcio.
22. februarja 1933 je zmagal svetovno prvenstvo v velterski kategoriji, ko je premagal Jackie Fields po 10 rundah, amapak je bil premagan 29. maja istega leta od Jimmyja McLarnina. Kasneje je bil premeščen v srednjo kategorijo, kjer je zmagal več tekmovanj proti prvakom, kot so Gus Lesnevich, Mickey Walker in Billy Conn. 22. februarja 1938 je postal svetovni prvak v srednji kategoriji potem, ko je premagal Freda Apostolija, ki pa ga bo premagal še isto leto, 18. novembra.
Zadnjič je tekmoval 20. avgusta 1940, ko je premagal Richarda "Sheika" Rangelja. Istočasno z boksarsko kariero je bil tudi učitelj gibalne vzgoje za California Highway Patrol, lokalno policijo Kalifornije. Svoj prosti čas pa je posvečal gojenju grozdja. Po smrti, so mu v kraju Fesno posvetili bronasti kip. Leta 1987 je bil vključen v World Boxing Hall of Fame in leta 2004 v International Boxing Hall of Fame. Njegov bratranec Al Manfredo je bil tudi bokser, pravnuk Matt Giordano pa se ukvarja z ameriškim nogometom.